# جاي ريتشارد بلانكنشيب
جاي ريتشارد بلانكنشيب (بالإنجليزية: J. Richard Blankenship)‏ هو دبلوماسي أمريكي، ولد في 2 سبتمبر 1949 في تروي في الولايات المتحدة.

## وصلات خارجية
- جاي ريتشارد بلانكنشيب على موقع إن إن دي بي (الإنجليزية)